# Samuel Findlay Clark
Samuel Findlay „Fin“ Clark, CBE, OStJ, CD (* 17. März 1909 in Winnipeg, Manitoba; † 3. September 1998 in Victoria, British Columbia) war ein kanadischer Offizier, der als Generalleutnant zwischen 1958 und 1961 Chef des Generalstabes des Heeres war.

## Leben

### Offiziersausbildung und Zweiter Weltkrieg
Samuel Findlay „Fin“ Clark begann nach dem Schulbesuch ein Studium der Elektrotechnik an der University of Manitoba, das er 1932 mit einem Bachelor of Science (B.Sc. Electrical Engineering) abschloss. Ein darauf folgende postgraduales Studium im Fach Maschinenbau an der University of Saskatchewan schloss er 1933 mit einem Bachelor of Science (B.Sc. Mechanical Engineering) ab. Darauf trat er als Oberleutnant in die Fernmeldetruppe (Royal Canadian Signals) des Heeres ein und versah zunächst bis 1937 Dienst auf dem Militärstützpunkt Camp Borden. Danach wurde er als Technischer Offizier in die Fernmeldeabteilung des Hauptquartiers des Heeres nach Ottawa versetzt und übernahm nach seiner Beförderung zum Hauptmann im August 1938 einen Posten als Associate Professor für Elektrotechnik und Maschinenbau am Royal Military College of Canada in Kingston, dessen Kommandant Brigadegeneral Henry Crerar war, der zwischen 1940 und 1941 Chef des Generalstabes des Heeres war.
Bei Ausbruch des Zweiten Weltkrieges wurde Clark Fernmelde-Adjutant des I. Korps und 1940 zu den kanadischen Truppen ins Vereinigte Königreich versetzt und kurz darauf zum Major befördert. Nach seiner Beförderung zum Oberstleutnant war er vom 20. Februar 1941 bis zum 31. Juli 1942 Chef-Fernmeldeoffizier der 5. Panzerdivision sowie Kommandeur von deren Fernmelderegiment. Im Anschluss versah er vom 1. August bis zum 30. Dezember 1942 Dienst als Generalstabsoffizier Ersten Grades im Militärischen Hauptquartier und absolvierte zwischen Dezember 1942 und Mai 1943 das Staff College Camberley. Während dieser Zeit wurde er zum Oberst befördert und fungierte daraufhin zwischen dem 8. Mai 1943 und dem 25. Juni 1945 als Chef-Fernmeldeoffizier des II. Korps, das bis zum Ende des Zweiten Weltkrieges in Nordwesteuropa zum Einsatz kam. Während dieser Zeit wurde er Ende Januar 1944 zum Brigadegeneral befördert. Er nahm an zahlreichen Operationen und Kampfhandlung in Frankreich, Belgien, der Niederlande und Deutschland teil wie zum Beispiel der Operation Undergo (22. September bis 1. Oktober 1944), der Schlacht an der Scheldemündung (2. Oktober bis 8. November 1944), der Schlacht im Reichswald (7. bis 22. Februar 1945) sowie der Operation Blockbuster (26. Februar bis 3. März 1945). Für seine Verdienste in Nordwesteuropa während des Weltkrieges wurde er am 17. März 1945 Commander des Order of the British Empire (CBE).

### Nachkriegszeit und NATO-Militärausschuss
Nach Kriegsende blieb Fin Clark zunächst in Europa und war vom 25. Juni bis zum 31. August 1945 Chef-Fernmeldeoffizier der kanadischen Streitkräfte in den Niederlanden. Nach seiner Rückkehr wurde er 1945 stellvertretender Chef des Generalstabes des Heeres und bekleidete diesen Posten bis 1948. Für seine Verdienste während des Zweiten Weltkrieges wurde er zudem am 6. Oktober 1945 im Kriegsbericht erwähnt (Mentioned in dispatches) und erhielt des Weiteren am 30. März 1946 das Offizierskreuz des US-amerikanischen Legion of Merit.
Nachdem er 1948 das Imperial Defence College (IDC) in London besucht hatte, fungierte er 1949 erst als Militärbeobachter im Militärausschuss der Westeuropäischen Union (WEU) und im Anschluss nach seiner Beförderung zum Generalmajor im Oktober 1949 von November 1949 bis Mai 1951 als Militärischer Vertreter Kanadas im NATO-Militärausschuss. In dieser Funktion befasste er sich mit der Planung der Verteidigung Westeuropas in der Frühphase des Kalten Krieges und mit der Vereinbarung zur Stationierung der 27. Infanteriebrigade in der Bundesrepublik Deutschland als Teil der Landverteidigung sowie zur Abschreckung der Sowjetarmee. Diese Periode war von einer Unsicherheit der Mitgliedsstaaten der NATO geprägt, die unter anderem durch widersprechende Verteidigungspläne und dem Fehlen einer Struktur für ein Oberkommando für eine gemeinsame Kriegsführung bedingt war. Zum Ende seiner Tätigkeit im NATO-Militärausschuss gab es jedoch zumindest kleine Arbeitsgruppe, die eine Struktur für eine neue Kommandostruktur, das Alliierte Kommando Europa ACE (Alliied Command Europe), und dessen neues Hauptquartier SHAPE (Supreme Headquarters Allied Powers Europe), erarbeiteten. Erster Oberster Alliierter Befehlshaber Europa SACEUR (Supreme Allied Commander Europe) wurde im April 1951 General Dwight D. Eisenhower. Er blieb im Anschluss noch kurze Zeit in London und war zwischen Mai und August 1951 Vorsitzender der Vereinigten Stabschefs des Verbindungsbüros der kanadischen Armee.

### Aufstieg zum Chef des Generalstabes der Canadian Army
Nach seiner Rückkehr nach Kanada war Generalmajor Clark von August 1951 bis 1955 erst Generalquartiermeister des Heeres und übernahm danach 1955 den Posten als Kommandierender General (General Officer Commanding) des in Oakville stationierten Zentralkommando des Heeres.
Im August 1958 wurde Samuel Findlay Clark schließlich zum Generalleutnant befördert und löste Generalleutnant Howard Graham als Chef des Generalstabes des Heeres ab. Er verblieb in dieser Funktion bis zu seinem Eintritt in den Ruhestand im Oktober 1961, woraufhin Generalleutnant Geoffrey Walsh seine Nachfolge antrat. Während seiner Dienstzeit als Chef des Heeres-Generalstabes leitete einige Reformen zur Umstrukturierung des Heeres zur Steigerung der Mobilität und Flexibilität ein und führte neue taktische Richtlinien aufgrund der möglichen Auswirkungen von Kernwaffen ein wie zum Beispiel das 1959 herausgegebene Ausbildungshandbuch für atomare Kriegsführung. Die 1960 veröffentlichte Dienstvorschrift The Infantry Brigade Group in Battle befasste sich darüber hinaus mit der taktischen Ausrichtung des Heeres in einem von Nuklearwaffen geprägten Krieg. Des Weiteren setzte er die im Frühjahr 1958 von der Regierung beschlossene Notwendigkeit zur Bildung einer Einsatzgruppe für einen schnellen Einsatz im Rahmen der Friedenstruppen der Vereinten Nationen im Ausland um.
Nach seinem Eintritt in den Ruhestand engagierte sich Clark als Vorsitzender der Nationalen Hauptstadtkommission (National Capital Commission), die verschiedene Großprojekte in Ottawa begleitete, wie zum Beispiel den Bau des Garden of the Provinces and Territories, der am 25. September 1962 eröffnet wurde. Clark, der von 1937 bis zu deren Tode 1990 mit Leona Blanche Seagram Clark verheiratet war, wurde am 11. Dezember 1975 auch Offizier des Order of Saint John. Nach seinem Tode wurde er auf dem Union Cemetery in Barrie beigesetzt.